# Cratere Hathor
Hathor è un cratere sulla superficie di Ganimede.